# Borys Mykolaiovych Lyatoshynsky
Borys Mykolaiovych Lyatoshynsky(Борис Миколайович Лятошинський (ouvirⓘ)}}, também conhecido como Boris Nikolayevich LyatoshinskyБорис Николаевич Лятошинский (3 de janeiro de 1895 – 15 de abril de 1968), foi um compositor ucraniano, maestro e professor. Líder da nova geração de compositores ucranianos do século XX, recebeu diversos prêmios, incluindo o título honorário de Artista do Povo da RSS da Ucrânia e dois Prêmios Stalin.
Lyatoshynsky recebeu sua educação primária em casa, onde a literatura polonesa e a história eram altamente valorizadas. Após concluir o ensino secundário em 1913, ingressou na Faculdade de Direito da Universidade de Kiev e, como graduado, foi contratado para lecionar música no Conservatório de Kiev. Durante a década de 1910, compôs 31 obras de diversos gêneros musicais. Nos anos 1930, viajou para o Tajiquistão para estudar música folclórica e compor um balé sobre a vida local. Entre 1935 e 1938, e de 1941 a 1944, lecionou orquestração no Conservatório de Moscou. Durante a guerra, foi evacuado e lecionou na filial do Conservatório em Saratov, onde trabalhou em arranjos de canções ucranianas e organizou o transporte de manuscritos musicais ucranianos para um local seguro.
Suas principais obras incluem as óperas O Anel de Ouro (1929) e Shchors (1937), cinco sinfonias, a Abertura sobre Quatro Temas Folclóricos Ucranianos (1926), as suítes Taras Shevchenko (1952) e Romeu e Julieta (1955), o poema sinfônico Grazhyna (1955), seu concerto para piano "Eslavo" (1953) e a conclusão e orquestração do concerto para violino de Reinhold Glière (1956). Muitas de suas composições foram raramente ou nunca executadas durante sua vida. Uma gravação de suas sinfonias em 1993 trouxe sua música para audiências mundiais.
Apesar de sua música ter sido criticada pelas autoridades soviéticas, que baniram oficialmente obras como sua Segunda Sinfonia, Lyatoshynsky nunca aderiu ao estilo do realismo socialista. Sua música foi escrita em um estilo europeu moderno, incorporando habilmente temas ucranianos. Seu estilo musical inicial foi influenciado por sua família, seus professores (incluindo Glière) e por Margarita Tsarevich. A existência de uma vertente polonesa em sua família resultou em temas poloneses centrais em muitas de suas obras. Ele também se inspirou em Tchaikovsky, Glazunov e Scriabin para suas primeiras composições. Mais tarde, seu estilo evoluiu em uma direção semelhante à de Shostakovich. Compositores soviéticos e ucranianos que estudaram com Lyatoshynsky e foram influenciados por ele incluem Myroslav Skoryk e Valentyn Silvestrov.

## Biografia

### Família e infância

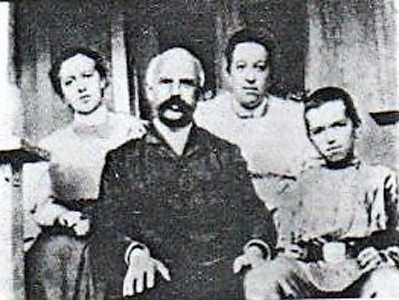
Borys Lyatoshynsky com seus pais e sua irmã Nina, fotografado no início do século XX

Borys Lyatoshynsky nasceu em 3 de janeiro de 1895, em Jitomir, Ucrânia (então parte do Império Russo). Seus pais eram ambos musicalmente educados, e seu filho recebeu sua educação primária em casa. A família Lyatoshynsky viveu em várias cidades da Ucrânia durante a infância de Borys. Seu pai,  uk, era professor de história e diretor de escolas secundárias em Jitomir, Nemyriv, Kiev e, de 1908 a 1911, em Zlatopil.[[#ref_Em 1909, dois anos antes de se aposentar, Mykola Lyatoshynsky celebrou 25 anos como professor, recebendo telegramas de congratulações de colegas, ex-alunos, pais e amigos. Após a aposentadoria, deu palestras sobre história local e publicou artigos na imprensa local. Em março de 1911, foi eleito membro pleno da Sociedade de Pesquisadores de Volyn. Trabalhou em um livro de história, posteriormente publicado.|↑]]  A mãe de Lyatoshynsky, Olha Borysovna, tocava piano e cantava. Borys tinha uma irmã mais velha, Nina.
A literatura polonesa e a história eram muito valorizadas na casa dos Lyatoshynsky; Borys lia muito quando menino, especialmente as obras históricas e românticas de Henryk Sienkiewicz e Stefan Żeromski. Ele assinava suas primeiras composições musicais com o pseudônimo "Boris Yaksa Lyatoshynsky", usando o nome de um cavaleiro polonês que lutou na Batalha de Grunwald. Suas primeiras peças incluíam mazurcas, valsas e um scherzo no estilo de Chopin, que pouco se assemelham às composições de sua maturidade. A existência de uma vertente polonesa em sua família fez com que temas poloneses fossem centrais em muitas de suas obras. Jitomir era o centro cultural e administrativo de uma região habitada por poloneses étnicos, e seu primeiro professor de música era de origem polonesa.
Lyatoshynsky concluiu o ensino secundário no Ginásio de Jitomir em 1913. Mais tarde, lembrou que "se interessou realmente por música" na escola; dominou o violino e criou suas primeiras composições, incluindo um quarteto de piano. As peças, embora ingênuas e pouco originais, revelaram seu talento musical, motivando seu pai a apoiar seus esforços como compositor escolar. Em Zlatopil, Lyatoshynsky teve aulas de piano com um professor de escola, que ele lembrava com grande carinho. Em 1914, conheceu sua futura esposa, Margarita Tsarevich.

### Anos de estudante
A primeira obra escrita por Lyatoshynsky foi considerada pelos musicólogos uma mazurca, composta em 20 de janeiro de 1910, aos 15 anos. No entanto, durante a década de 1910, Lyatoshynsky escreveu 31 obras de diversos gêneros musicais — 20 das quais descobertas em 2017 —, nenhuma delas conhecida por seus biógrafos anteriores. Essas peças forneceram aos estudiosos uma indicação do potencial criativo do jovem compositor.
Em 1913, por conselho de seu pai, Lyatoshynsky ingressou na Faculdade de Direito da Universidade de Kiev. Quando seu quarteto de piano foi executado publicamente para o aniversário de seu pai, a imprensa local elogiou a obra, embora fosse claro para os ouvintes que a parte do piano era dominante. A família decidiu pedir ao compositor Reinhold Glière, então diretor e professor do recém-inaugurado Conservatório de Kiev, que ensinasse composição ao jovem. Sua mãe levou a partitura do quarteto a Glière, que concordou em ser seu professor. Um cartão postal sobreviveu com a mensagem: “Convido Sua Excelência, Sr. Borys Lyatoshynsky, para minha primeira aula. Professor Glière.”[[#ref_Após a morte de Glière, Lyatoshynsky concluiu e orquestrou o concerto para violino de seu amigo, e em 1964 dedicou o Poema Lírico à sua memória.|↑]]  O estilo musical inicial de Lyatoshynsky foi influenciado por sua família, seus professores e sua futura esposa, Margarita Tsarevich — em suas cartas a ela entre 1914 e 1916, suas primeiras ideias sobre composição musical são reveladas.
Lyatoshynsky matriculou-se no Conservatório como estudante. Formou-se na universidade em 1918. Após se formar no Conservatório no ano seguinte, foi contratado como professor de composição musical. Durante seus anos de estudante, compôs seu Quarteto de Cordas nº 1, Op. 1 (1915), e sua Sinfonia nº 1, Op. 2 (1918–1919, revisada em 1967). Segundo os musicólogos Igor Savchuk e Tatiana Gomon, uma das obras para piano mais trágicas de seus primeiros anos é o "Prelúdio Fúnebre", uma obra de transição e uma de suas mais poderosas, escrita em 19 de dezembro de 1920, dia da morte de seu pai por tifo.
Nesse período inicial de desenvolvimento como compositor, Lyatoshynsky se inspirou em obras de Piotr Tchaikovsky, Alexander Glazunov e Alexander Scriabin. Muitos jovens compositores do Império Russo consideravam os experimentos de Scriabin um ponto de inflexão na música. O Trio para Piano nº 1 (1922) de Lyatoshynsky, para violino, violoncelo e piano, é uma obra que busca maior conteúdo dinâmico e complexidade, com seções mais contrastantes do que em trabalhos anteriores.

### Carreira no Conservatório de Kiev
De 1922 a 1925, Lyatoshynsky, então um lecturer de 25 anos e professor de composição no Conservatório de Kiev, organizou e liderou a  uk. Foi nomeado professor de composição em 1935. Durante a década de 1920, os comunistas introduziram a política de korenizatsiia ("enraizamento"), destinada a fomentar culturas indígenas para combater o que era percebido como dominação imperial. Essa política criou um clima cultural que incentivou Lyatoshynsky e seus contemporâneos a serem experimentais e inovadores.
Na primeira metade da década, Lyatoshynsky concentrou-se principalmente em compor música de câmara para violino e piano, escrevendo peças como seu Quarteto de Cordas nº 2, o Trio para piano, violino e violoncelo, e duas sonatas para piano. Ele também compôs canções, algumas baseadas em poemas de poetas chineses antigos. Reflexões (1925), um ciclo de sete peças para piano, é uma das poucas obras para o instrumento; outras obras para piano incluem as sonatas (escritas em 1924 e 1925), Balada (1928), uma suíte (1942) e sete de seus  uk, escritos em 1942 e 1943.
Durante a década de 1920, Lyatoshynsky compôs uma série de romances baseados em escritos de poetas como Heinrich Heine, Konstantin Balmont, Paul Verlaine, Oscar Wilde, Edgar Allan Poe, Percy Shelley, Maurice Maeterlinck e uma adaptação do poema de Heine "Velas negras em um barco" (1922–1924). Outras obras incluem sua Sonata para Violino e Piano (1924) e o Quarteto de Cordas nº 3. Sua ópera O Anel de Ouro (escrita em 1929), baseada em um romance do escritor ucraniano Ivan Franko, descreve a luta dos ucranianos contra os invasores mongóis no século XIII. O Anel de Ouro não foi considerado alinhado com a doutrina do Partido Comunista. Sua segunda ópera, Shchors (1937), foi baseada na história do comunista ucraniano Mykola Shchors durante o conflito na Ucrânia após o fim da Primeira Guerra Mundial. A Sonata para Piano nº 1 foi publicada em Moscou em 1926, ano em que compôs uma abertura baseada em música folclórica ucraniana — a Abertura sobre Quatro Temas Folclóricos Ucranianos, sua primeira tentativa de integrar seu próprio estilo musical com melodias folclóricas originais. Em junho daquele ano, Glière realizou a estreia de sua Primeira Sinfonia em um programa de concerto.[[#ref_A Sinfonia nº 1 não foi executada novamente durante a vida de Lyatoshynsky. Foi apresentada novamente pela Orquestra Sinfônica Nacional da Ucrânia sob a direção de Volodymyr Kozhukhar em setembro de 1970.|↑]] 
Durante 1931–1932, Lyatoshynsky escreveu uma suíte orquestral. De 1932 a 1939, foi membro do comitê do Bureau da União de Compositores da Ucrânia. Após uma encomenda das autoridades do Teatro de Ópera e Balé de Odesa, viajou ao Tajiquistão para estudar música folclórica e compor um balé sobre a vida local. Em 1932, compôs suas Três Canções sobre Temas Tadjiques para violino e piano, baseadas na música folclórica da região.

### Segunda Sinfonia
"Um compositor cuja voz não alcança o povo não é nem mesmo zero, mas um valor negativo. Esforçar-me-ei para tornar minha música próxima do povo."

Borys Lyatoshynsky
A Segunda Sinfonia em Si menor foi encomendada em 1933 pelo Bureau Organizador da União de Compositores Soviéticos, para ser estreada em Moscou junto com outras obras de compositores ucranianos. Lyatoshynsky trabalhou na sinfonia por seis meses em 1934. A obra foi criticada na imprensa, mesmo antes de ser executada, com um crítico escrevendo: "A segunda sinfonia, com sua complexidade externa e som imponente, deixa a impressão de uma obra extremamente vazia e forçada". Devido ao luto nacional pela morte do político soviético Sergo Ordzhonikidze, a estreia foi cancelada.

### Conservatório de Moscou e evacuação para Saratov
De 1935 a 1938, e de 1941 a 1944, Lyatoshynsky lecionou orquestração no Conservatório de Moscou. Foi presidente da União de Compositores da Ucrânia em 1939.
Quando a ameaça a Kiev se tornou real durante a invasão alemã da URSS, o governo em Moscou trabalhou para proteger as principais organizações artísticas e artistas da cidade. Grupos de teatro, orquestras e compositores foram evacuados para o interior da URSS. Enquanto ajudava a desenvolver a cultura e a arte das repúblicas para onde foram enviados, os artistas ucranianos continuaram a desenvolver sua música nacional.
Muitas faculdades do Conservatório de Moscou, incluindo o departamento de música, foram realocadas para Saratov, uma cidade próxima ao Volga, e Lyatoshynsky foi evacuado para lá com seus colegas. Em Saratov, a Estação de Rádio Taras Shevchenko da Ucrânia transmitia discursos políticos e concertos diários de arranjos de música ucraniana de Lyatoshynsky. Ele criou peças solo e obras para grupos de câmara, notavelmente seu "Quinteto Ucraniano" para piano e cordas (1942, 2ª ed. 1945), que recebeu o Prêmio Estatal em 1943. Outras obras incluíram o Quarteto de Cordas nº 4 (1943), uma suíte sobre melodias folclóricas ucranianas para quarteto de cordas (1944) e uma suíte para um quarteto de instrumentos de sopro de madeira (1944). Ele estabeleceu contatos e trabalhou colaborativamente com os administradores da Sala de Concertos local e do Comitê de Rádio. Sob sua liderança, manuscritos musicais ucranianos foram transportados para um local seguro.
A sobrinha do compositor, Iya Sergeyevna Tsarevich, foi criada na casa de Lyatoshynsky a partir dos cinco anos. Ela recordou quando as tropas alemãs usaram a casa de Lyatoshynsky em Kiev, na Rua Lenin, como quartel-general. Havia o risco de que tudo na casa pudesse ser perdido, então o sogro de Lyatoshynsky usou uma carroça para levar todos os papéis do compositor para a dacha da família em Vorzel, nos arredores de Kiev, onde foram mantidos pelo resto da guerra.

### Carreira pós-guerra
Em setembro de 1943, Lyatoshynsky foi convidado pelo Conservatório de Moscou para trabalhar lá por um ano, mas em 10 de novembro de 1943, após a libertação de Kiev, ele retornou em seu primeiro voo para sua cidade natal, como parte de uma delegação que incluía os poetas Maksym Rylsky e Mykola Bazhan, e o artista Mykhailo Derehus.
Após a guerra, ele escreveu vários poemas sinfônicos e outras obras orquestrais: Возз'єднання (Reunião, 1949); a Suíte Taras Shevchenko (1952); o Concerto Eslavo para Piano e Orquestra (1953); На берегах Вісли (Nas Margens do Vístula, 1958); as Sinfonias nº 3, 4 e 5, a Abertura Eslava (1961). Grazhyna (1955), escrita para o centenário da morte do poeta polonês Adam Mickiewicz, foi baseada no poema Grażyna de Mickiewicz, sobre uma chefe que liderou seu povo em guerra contra a Ordem Teutônica, e a Suíte Polonesa (1961) foi dedicada a sua amiga, a compositora e violinista polonesa Grażyna Bacewicz.
Em 1948, quando o formalismo na música foi novamente atacado, a Segunda Sinfonia de Lyatoshynsky foi denunciada como antinacional e formalista. Foi criticada pelo Comitê Central do Partido Comunista da União Soviética, que declarou:
Citação: 
Lyatoshynsky escreveu sobre seu desânimo com a proibição de sua música pelas autoridades. Após a proibição das apresentações da obra, ele escreveu a seu amigo Glière: "Como compositor, estou morto, e não sei quando serei ressuscitado."
A Terceira Sinfonia não foi ouvida pelo público por vários anos. O maestro Natan Rakhlin teve coragem de executá-la para uma sala de concertos lotada durante uma apresentação diurna. Lyatoshynsky escreveu a Glière que "a sala lotada literalmente me deu uma ovação de pé". No entanto, o compositor foi acusado de "compreensão abstrata da luta pela paz" e informado pelas autoridades que a sinfonia não "revelava a verdadeira realidade soviética".[[#ref_Pensava-se incorretamente que Lyatoshynsky considerava sua Terceira Sinfonia um fracasso e a destruiu.|↑]]  O Anel de Ouro foi revivido durante o Degelo de Khrushchev, quando foi encenado por Dmytro Smolych em Lviv.
Durante a década de 1960, Lyatoshynsky, então membro da União de Compositores da URSS, foi autorizado a fazer viagens culturais ao exterior, onde encontrou outros compositores. Acompanhado de sua esposa, visitou Áustria, Suíça e outros países. Foi membro de júris de competições internacionais, incluindo o Concurso Internacional Tchaikovsky em Moscou em 1958 e 1962, o Concurso de Quartetos da Bélgica em Liège (em 1956, 1959 e 1962) e o Concurso Internacional de Música Mykola Lysenko em Kiev em 1965. Foi diretor artístico da Filarmônica da Ucrânia e trabalhou como consultor musical no Comitê Estatal de Rádio da Ucrânia. Viajou à Polônia várias vezes para os festivais de música contemporânea Outono de Varsóvia. Em 1957, como representante da União de Compositores da URSS, viajou à Bulgária durante as celebrações do centenário da morte de Mikhail Glinka.
Nos últimos anos de sua vida, Lyatoshynsky completou a Abertura Solene Op. 70 (1967) para orquestra. Ele faleceu em 15 de abril de 1968 e foi sepultado no Cemitério Baikove em Kiev; um busto foi posteriormente adicionado ao túmulo.

## Honrarias, prêmios e comemorações

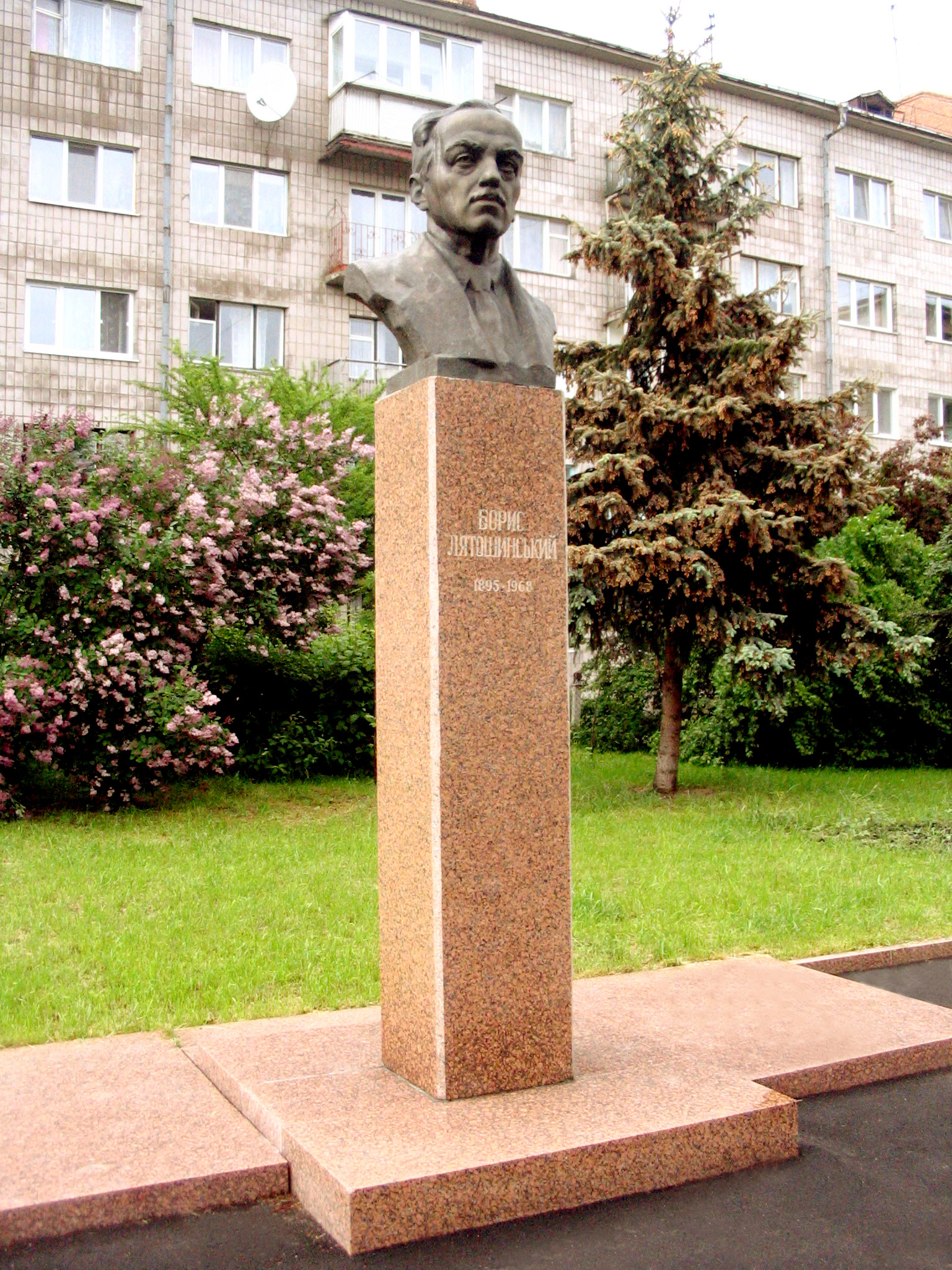
O monumento a Lyatoshynsky em Jitomir

- Dois Prêmios Stalin (segunda classe):
  - (1946) – pelo Quinteto Ucraniano; primeira classe
  - (1952) – pela música do filme Taras Shevchenko de 1951[3][19][34]
- Prêmio Nacional Shevchenko (1971) (póstumo) – pela ópera O Anel de Ouro[35]
- Artista do Povo da RSS da Ucrânia (1968)[5]
- Trabalhador de Arte Honrado da RSS da Ucrânia (1945)[4]
- Ordem de Lenin (1960)[4]
- Ordem da Bandeira Vermelha do Trabalho
- Duas Ordens do Distintivo de Honra (1938, 1951)
- Prêmio estatal polonês – "pelo fortalecimento da amizade russo-polonesa" (1963)[3]
- O Prêmio Nacional Shevchenko (concedido postumamente em 1971)[5]

Um monumento a Lyatoshynsky foi erguido em Jitomir em homenagem ao compositor. Uma placa comemorativa foi instalada em Kiev na casa onde ele viveu de 1944 a 1968 (atualmente Rua B. Khmelnytskoho, 68), e em 1977 uma rua em Kiev foi renomeada em sua homenagem. Uma sala é dedicada a Lyatoshynsky no  uk.
Em 1992, o Coro de Câmara de Kiev uniu-se a uma orquestra de câmara recém-formada, tornando-se o Conjunto de Música Clássica B. Lyatoshynsky. A  uk também leva o nome de Lyatoshynsky. Em 2020, o Festival de Música de Carcóvia lançou o Concurso de Jovens Compositores Borys Lyatoshynsky.

## Obras
Lyatoshynsky escreveu uma variedade de obras, incluindo cinco sinfonias, poemas sinfônicos e várias obras orquestrais e vocais mais curtas, duas óperas, música de câmara e várias obras para piano solo. Ele compôs cerca de 50 canções. Produziu quatro quartetos de cordas, em 1915, 1922, 1928 e 1943. Suas primeiras composições (como sua Primeira Sinfonia) foram fortemente influenciadas pelo expressionismo de Scriabin e Sergei Rachmaninoff. Lyatoshynsky escreveu música com um estilo europeu moderno e técnica, combinando-a habilmente com temas ucranianos. Em 1940, Dmitri Shostakovich visitou um plenário da União de Compositores Soviéticos em Kiev. Lá, ele destacou a música de Lyatoshynsky e Levko Revutsky pelo seu "alto nível de habilidade" que o "surpreendeu agradavelmente". Após a guerra, Lyatoshynsky foi acusado de formalismo e criação de arte degenerada.
Suas principais obras são suas óperas O Anel de Ouro e Shchors, as cinco sinfonias, a Abertura sobre Quatro Temas Folclóricos Ucranianos (1926), as suítes Taras Shevchenko (1952) e Romeu e Julieta (1955), o poema sinfônico Grazhyna (1955), seu concerto para piano e orquestra "Eslavo" (1953) e a conclusão e orquestração do concerto para violino de Glière (1956). Ele compôs trilhas sonoras para filmes como Karmelyuk (1931), Ivan (1932, com Yuliy Meitus), Taras Shevchenko (1951),  uk (1956, com Mykola Kolessa) e  uk (1959).

### Sinfonias

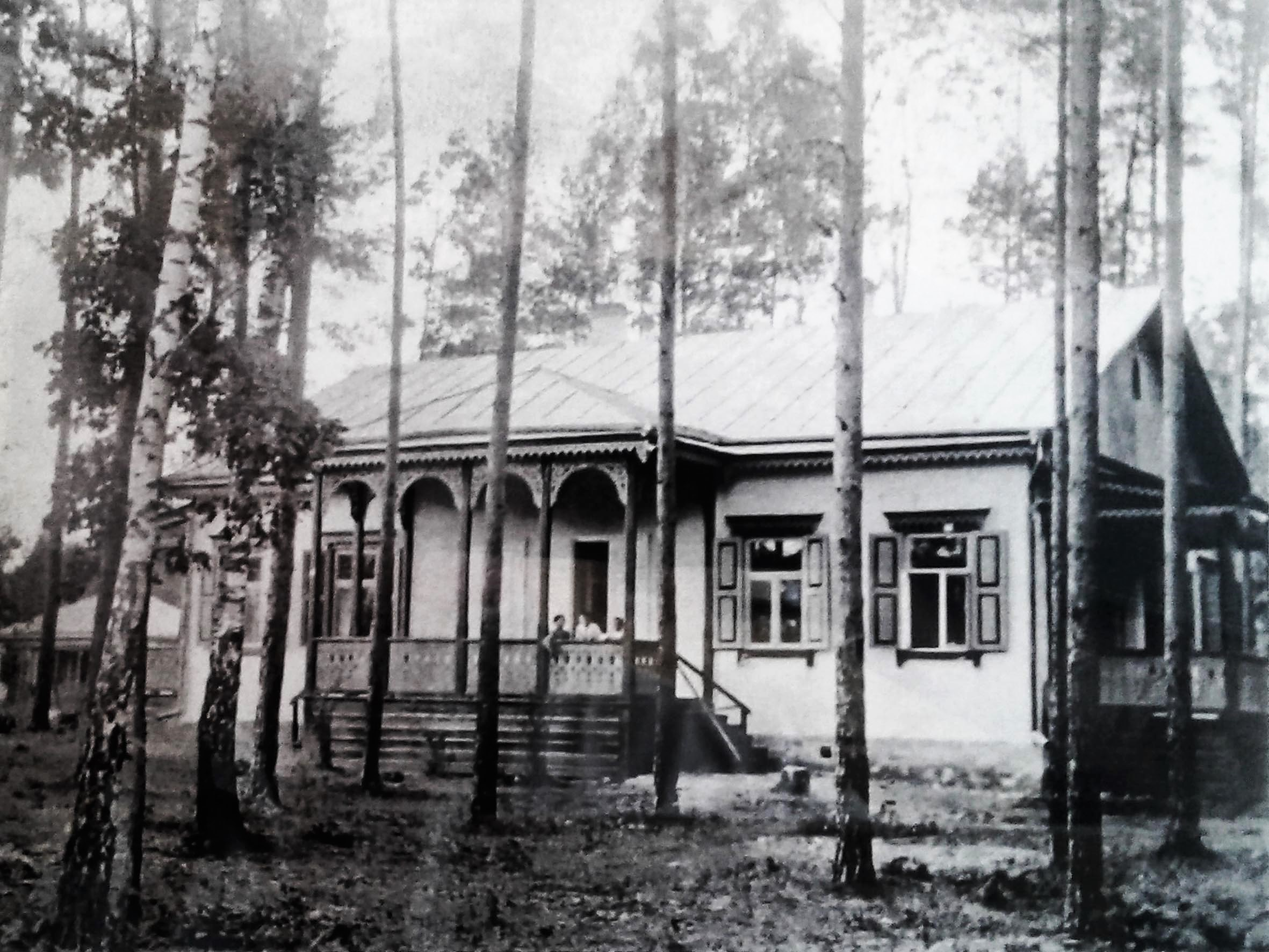
A dacha preservada da família em Vorzel, perto de Kiev, onde Lyatoshynsky escreveu suas sinfonias (fotografada em 1910)

As sinfonias de Lyatoshynsky "refletem as tensões do período de sua composição". O escritor musical Gregor Tassie sugeriu que sua Primeira Sinfonia (1918–1919) é a mais antiga sinfonia composta na Ucrânia após o compositor do século XVIII Maksym Berezovsky. Mais melódica e com influências de Scriabin em comparação com suas outras quatro sinfonias, foi escrita como sua composição de graduação, quando ele já havia sido influenciado pela música de Scriabin e Richard Wagner. Foi regida em 1923 por Glière. A Primeira Sinfonia é descrita na edição de 1999 do Guia Penguin para Discos Compactos como "uma partitura bem elaborada e confiante" que "abunda em elaboração contrapontística e retórica orquestral abundante". Uma visão da guerra semelhante à da Sinfonia nº 5 de Nikolai Myaskovsky foi expressa na sinfonia. O segundo movimento reflexivo é equilibrado por um final que, segundo o historiador musical Ferrucio Tammaro, é "não apenas dinâmico, mas até heroico, em conformidade com os gostos do emergente sinfonismo soviético".
A música da Segunda Sinfonia (1935–1936) pode ser interpretada como uma representação de imagens da realidade da vida soviética, frequentemente usando atonalidade. Escrita na forma convencional de três movimentos, a sinfonia é cheia de humores contrastantes e contrastes dramáticos. Esta sinfonia romântica e expansiva foi censurada pelas autoridades e não foi ouvida até 1964.
A belicosa Terceira Sinfonia (1951–1954), com seu primeiro movimento combativo, foi comparada à mais conhecida Sinfonia nº 7 de Shostakovich, mas outros movimentos, como o início do segundo movimento, possuem um lirismo pessoal e original e uma orquestração imaginativa, como no final da obra, quando uma canção folclórica (ouvida pela primeira vez no movimento inicial) retorna acompanhada por metais e sinos. A mais longa e talvez a mais popular de suas sinfonias, é tão lírica quanto a Primeira, mas menos derivativa e mais segura. Segundo o Guia Penguin para Discos Compactos, a Terceira Sinfonia "se esforça para ser uma boa sinfonia soviética"; o final confiante da obra foi projetado para ajudar a obra a obter aceitabilidade política.
As duas últimas sinfonias de Lyatoshynsky são completamente diferentes de suas predecessoras — o compositor Valentyn Silvestrov, que estudou com Lyatoshynsky, lembrou que ao escrever suas últimas duas sinfonias, Lyatoshynsky "parecia pertencer a outro planeta". Segundo a musicóloga  uk, elas passaram a ser consideradas pelos ucranianos como o auge da cultura musical ucraniana moderna. A Quarta Sinfonia (1963) tem um caráter contemporâneo expressivo, desafiador para o ouvinte devido a seus aspectos atonais, e é mais reminiscent de Shostakovich do que suas predecessoras. O segundo movimento lento começa sombriamente, mas é seguido por um coral cercado por sinos brilhantes e uma celesta usada para retratar a cidade belga de Bruges, "uma invenção breve, mas realmente marcante". A coda da sinfonia contém solos líricos de cordas e um toque suave de sinos.
Na Quinta Sinfonia (a 'Eslava', em Dó maior, 1965–1966), que inclui melodias litúrgicas da Igreja Ortodoxa Russa, a música é mais de natureza pós-nacionalista do que outras obras compostas nesse período de sua carreira. Lyatoshynsky incluiu uma canção folclórica russa como tema principal e uma canção da Iugoslávia como tema secundário. Como a Sinfonia nº 3 de Glière, ela alude a Ilya Muromets, um lendário guerreiro russo.

### Óperas e obras corais
Lyatoshynsky escreveu a ópera Shchors (1937–1938, revisada como O Comandante em 1948) e a Cantata Solene (1939). Em 1927, editou e arranjou a partitura da ópera cômica de 1910 de Mykola Lysenko,  uk (1927), e para Taras Bulba de Lysenko (1936–1937).
A ópera de Lyatoshynsky, O Anel de Ouro, encenada pela primeira vez em 1930, é o exemplo mais notável de ópera histórica ucraniana na primeira metade do século XX. A música e o libreto misturam temas históricos, mitológicos e sociais, e a partitura de Lyatoshynsky combina organicamente expressões musicais contemporâneas (como leitmotivs) com melodias folclóricas ucranianas. O Anel de Ouro foi o primeiro exemplo de uma obra orquestralmente 'sinfônica' na história da ópera ucraniana. Apareceu no final da era do experimentalismo criativo, que terminou com a chegada do Stalinismo. Nas três décadas seguintes, a ópera não conseguiu se estabelecer no repertório.

### Outras obras
Críticos elogiaram obras de menor escala de Lyatoshynsky. Elas incluem o Intermezzo do Segundo Quarteto de Cordas, op.4 (1922), orquestrado no início da década de 1960, e o Poema Lírico (1964), uma elegia escrita em memória de Glière. A versão orquestrada do Intermezzo, que, segundo o jornalista britânico de música clássica Michael Oliver, consiste em "melodias delicadas flutuando sobre um pulso suavemente oscilante", é elogiada por ele como sendo "mágica". Toques impressionistas nas obras de menor escala de Lyatoshynsky podem ser vistos no segundo e quinto de seus Reflexões, onde ele usa a qualidade tímbrica dos instrumentos, camadas transitórias de harmonias e ritmos variáveis.

## Reputação e legado

A sala-museu Lyatoshynsky na Escola de Música, Jitomir

Lyatoshynsky é um dos compositores ucranianos mais respeitados e influentes do século XX, e uma figura chave da escola moderna na música ucraniana, cujas obras demonstram consistentemente seu domínio da composição e orquestração. Segundo o The New Grove Dictionary of Music and Musicians, ele é um dos três artistas ucranianos da primeira metade do século XX a receber reconhecimento internacional, e o compositor ucraniano mais talentoso a emergir após a morte de Dmitry Bortniansky em 1825.
Compositores soviéticos e ucranianos que estudaram com Lyatoshynsky e foram influenciados por ele incluem Igor Boelza, Ihor Shamo,  uk,  uk,  uk, Myroslav Skoryk, Yevhen Stankovych, Lesia Dychko, Leonid Hrabovsky, Ivan Karabyts e Silvestrov, que dedicou uma sinfonia a seu professor. O método de ensino de Lyatoshynsky era caracterizado por seu desejo de que seus alunos aprendessem a pensar de forma independente.[[#ref_Os estilos de Lyatoshynsky e Silvestrov tinham características em comum: ambos os compositores eram atraídos por compor obras menores para piano, e durante suas carreiras iniciais, ambos selecionaram técnicas e elementos que lhes permitiram formar um vocabulário musical que utilizaram em composições posteriores.|↑]] 
Sua correspondência com seu velho amigo e professor Glière (editada por Kopytsia) foi publicada em 2002. Em 28 de outubro de 2018, a Igreja Luterana de Santa Catarina em Kiev sediou um concerto de obras corais de Lyatoshynsky, "Sob as Estrelas de Outono", a primeira coleção do patrimônio coral do compositor criada desde que a Ucrânia alcançou a independência.
Há uma exposição permanente sobre Lyatoshynsky na  uk, em Vorzel.